# دهستان کلارستاق غربی
دهستان کلارستاق غربی، دهستانی است از توابع بخش مرکزی شهرستان چالوس در استان مازندران.
جمعیت این دهستان بر اساس سرشماری سال ۱۳۸۵ در حدود (۳۸۷۷ خانوار) ۱۳۹۵۳ نفر است.